# Катано
Ката́но (яп. 交野市, かたのし, МФА: [katano ɕi̥]?) — місто в Японії, в префектурі Осака.     Отримало статус міста 1971 року. Площа становить 25,55 км². Станом на 1 липня 2012 року населення складало 77 574  осіб, густота населення — 3040 осіб/км².     

## Демографія
За даними перепису населення Японії, населення Катано стабільно збільшувалось до 2000 року, після чого вирівнялась. Станом на 1 жовтня 2020 року населення складало 75 033 осіб, густота населення — 2937 осіб/км².

## Історія
Катано отримало статус міста 3 листопада 1971 року.